# Pont Saint-Esprit (Bayonne)
Pour l’article homonyme, voir Pont-Saint-Esprit.
Le pont Saint-Esprit est un pont à voûtes franchissant l'Adour à Bayonne. Il permet de relier le centre ville au quartier Saint-Esprit. D'une longueur de 200 mètres, l'ouvrage présente 7 arches. Il fut élargi en 1910 pour permettre le passage du tramway à l'époque.

## Histoire
L'histoire du pont Saint-Esprit, qui relie Bayonne au faubourg Saint-Esprit en franchissant l'Adour, est plutôt tumultueuse, tant du fait du caractère impétueux du fleuve, que du caractère stratégique de son emplacement, sur l’une des rares routes reliant la France à l’Espagne.
À l'origine, le pont Saint-Esprit fut construit pour la première fois vers 1150, il était en bois et portait le nom de Pount de la gran mar.
Le pont actuel, qui devait être appelé pont de Nemours, fut commencé en 1846 et achevé en 1849.

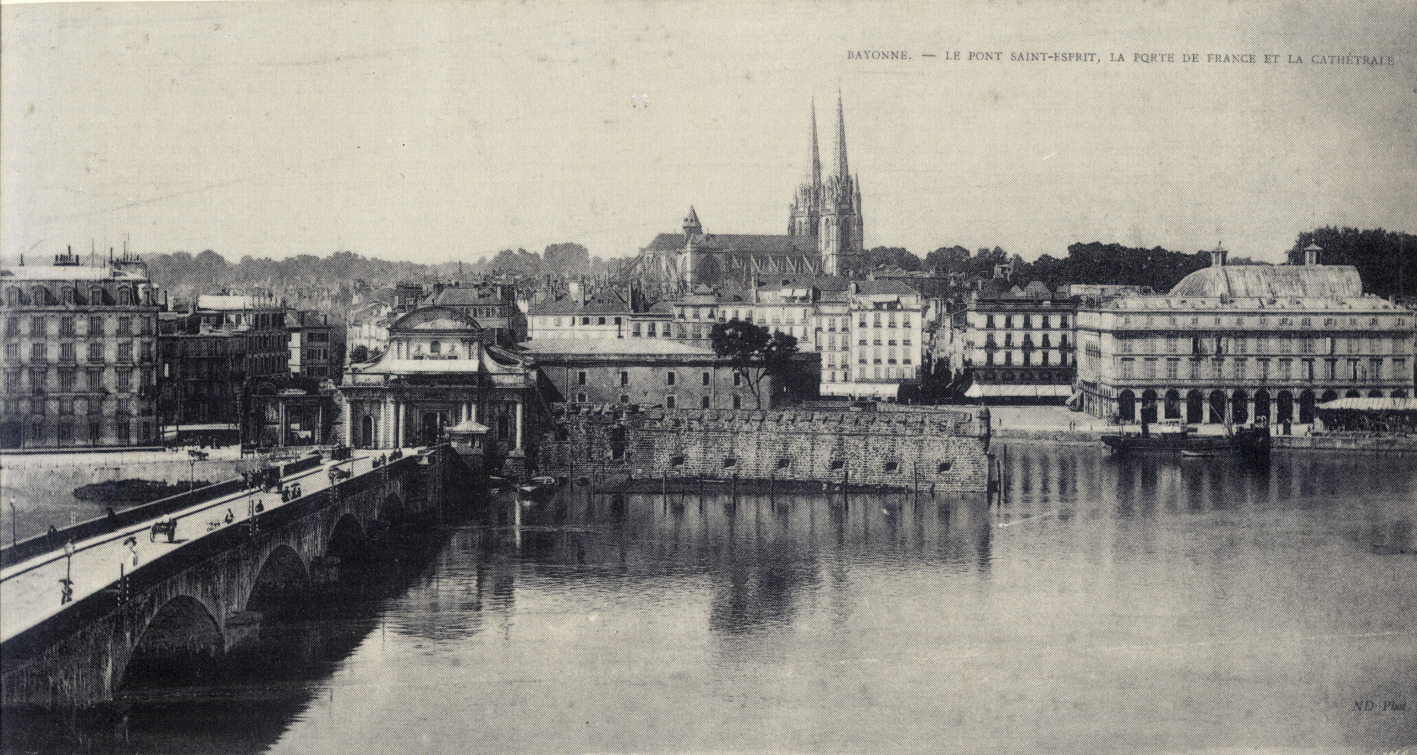
Pont Saint-Esprit vue du quartier Saint-Esprit

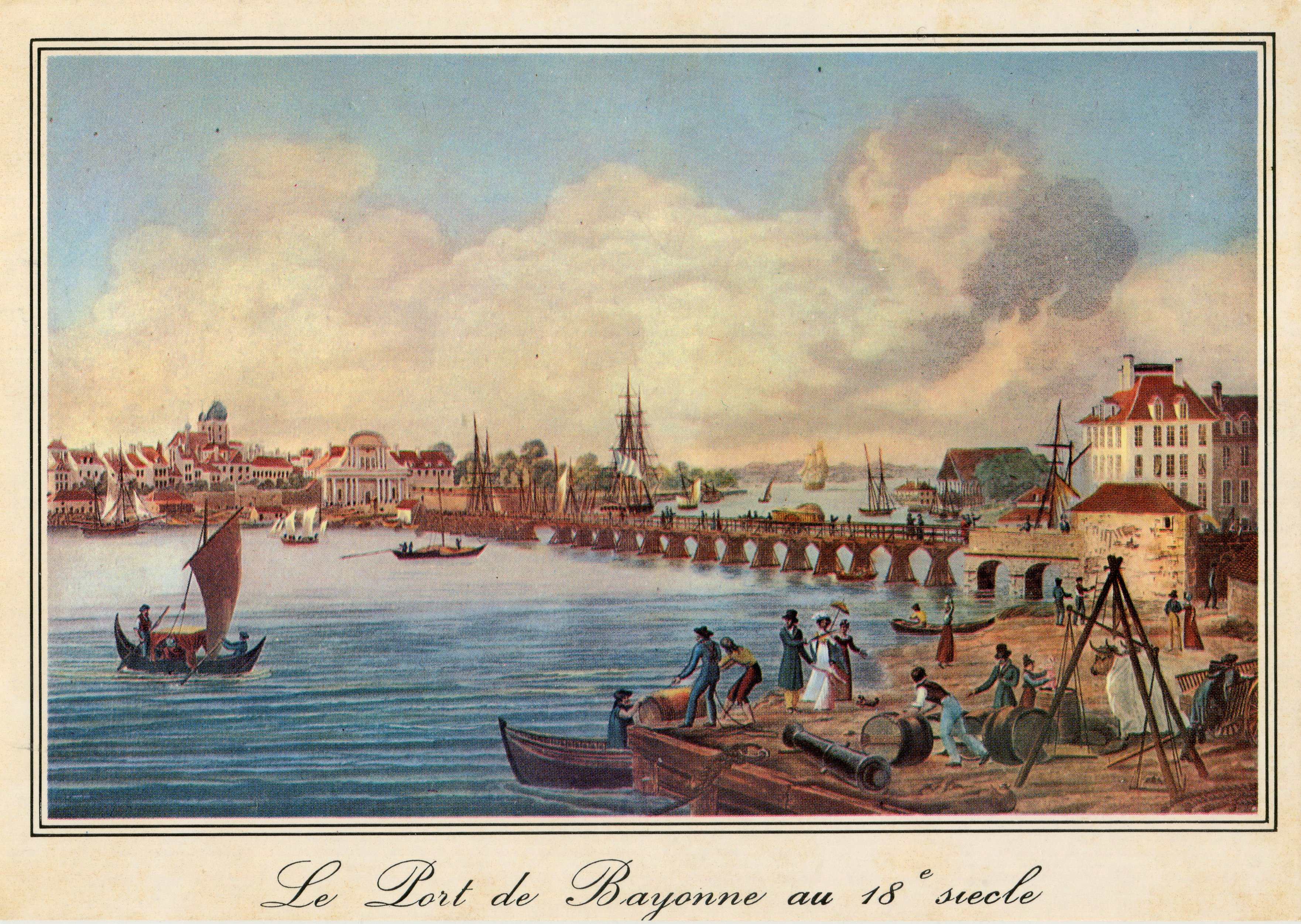
Pont Saint-Esprit vue du quartier Petit Bayonne

## Culture
Le pont est cité dans la chanson populaire Les fêtes de Bayonne.